# Kulturcenter
Et kulturcenter eller et kulturhus er et samlingssted eller en bygning, hvor det foregår forskellige aktiviteter relateret til kultur. Et kulturcenter kan for eksempel indeholde teater, koncertsal, bibliotek og udstillinger. Større kulturcentre har ofte adskilte rum til forskellige aktiviteter, mens mindre kulturcentre ofte har et eller to rum med en scene. Et Kulturcenter ejes og drives ofte af det offentlige, og er typisk beliggende centralt i en kommune eller by. Kulturcentre kan også være foreningsejede eller være drevet af private.